# Rouairoux
Rouairoux település Franciaországban, Tarn megyében. Lakosainak száma 387 fő (2022. január 1.). Rouairoux Anglès, Lacabarède, Saint-Amans-Valtoret és Sauveterre községekkel határos.

## Népesség
A település népessége az elmúlt években az alábbi módon változott:
| Lakosok száma | 364  | 369  | 382  | 367  | 372  | 378  | 383  | 385  | 387  |
|               | 2013 | 2015 | 2016 | 2017 | 2018 | 2019 | 2020 | 2021 | 2022 |